# 龙潭水库 (顺平)
龙潭水库是中国河北省保定市顺平县境内的一座水库，位于大清河系界河上，建于1974年。水库正常库容为810万立方米，集雨面积为50平方千米，海拔为252.5米。